# حادثه هوایی استان کمروو لت-۴۱۰ در ۲۰۲۱
حادثه هوایی استان کمروو لت-۴۱۰ در ۲۰۲۱ (به انگلیسی: 2021 Kemerovo parachute Let L-410UVP-E crash) یک پرواز در فرودگاه تنای، روسیه بود در این پرواز ۱۷ مسافر و ۲ خدمه بودند، در تاریخ ۱۹ ژوئن ۲۰۲۱ دچار سانحه شد و ۵ نفر جان باختند.